# Joseph Armone
Joseph Armone, detto Joe Piney (New York, 13 settembre 1917 – New York, 23 febbraio 1992), è stato un mafioso statunitense appartenente alla famiglia Gambino di New York. Ricoprì il ruolo di vicecapo (underboss) dal 1986 al 1990 e successivamente quello di consigliere dal 1990 fino alla sua morte nel 1992.

## Biografia
Nato nell’Upper East Side di Manhattan, Joseph Armone crebbe al numero 406 di East 11th Street. Era il fratello minore di Stephen Armone, un mafioso di spicco della famiglia criminale Mangano, che in seguito sarebbe diventata la potente famiglia Gambino. Joseph sposò Josephine DiQuarto, con la quale ebbe due figli; Josephine era imparentata con Dominick DiQuarto, caporegime della famiglia criminale Genovese. Armone era anche zio di Joseph "Joey The Blonde" Giordano, capo della famiglia Gambino. Considerato un uomo di famiglia devoto, si tenne sempre lontano da amanti e scandali, vivendo con i suoi cari a Brooklyn. Negli anni ’30 si guadagnò il soprannome di "Piney" estorcendo denaro ai venditori di alberi di Natale.

## Carriera criminale

### French Connection
Joseph Armone seguì le orme del fratello entrando nella famiglia Mangano. Quando nel 1951 Albert "Mad Hatter" Anastasia prese il controllo dell’organizzazione, Armone era già diventato uno delle principali fonti di reddito della famiglia. Era stretto collaboratore di Joseph Biondo, che gestiva la partecipazione dei Gambino nella rete internazionale di traffico di eroina conosciuta come la French Connection.
Nel 1957, Biondo, allora vicecapo, avrebbe scelto Armone e altri due affiliati per eliminare lo stesso Anastasia. Tuttavia, prima che il piano potesse essere messo in atto, Armone venne arrestato con l’accusa di traffico di droga e condannato al carcere. A quel punto, Biondo avrebbe sostituito Armone con il fratello Stephen, e il delitto contro Anastasia fu portato a termine. Alcune fonti, però, attribuiscono l’omicidio ad Joe Gallo e alla sua squadra della famiglia Profaci. Alla morte di Stephen Armone, nel 1960, Biondo affidò a Joseph la supervisione delle operazioni di traffico di eroina per conto della famiglia Gambino.
Secondo la Federal Bureau of Narcotics (FBN), Armone era solito frequentare la pasticceria De Robertis e il bar Lulu's sulla Second Avenue, e dirigeva un’organizzazione di spaccio attiva tra East 14th Street e First Avenue. Nell’ottobre 1960, un trafficante francese e l’ambasciatore del Guatemala in Belgio e nei Paesi Bassi furono arrestati mentre consegnavano 100 libbre (oltre 45 kg) di eroina purissima a un associato di Armone, il portuale Nicholas Calamaris, sulla Lexington Avenue. Altre 100 libbre vennero sequestrate in successivi blitz in vari nascondigli di New York, segnando la più grande confisca di eroina della FBN all’epoca. Armone fu poi arrestato dopo aver ordinato a un informatore di consegnare della droga a Calamaris. La FBN individuò anche altri cittadini francesi che avevano negoziato il prezzo della droga con Biondo nella sua residenza estiva a Long Beach, Long Island. Tuttavia, il vero finanziatore dell’operazione rimase ignoto agli inquirenti, e Armone finì in carcere dopo essersi rifiutato di rivelare il coinvolgimento di Biondo.
Nel gennaio 1964, Armone sopravvisse a un attentato: venne colpito cinque volte a bruciapelo all’interno del bar Reno a Manhattan. L'FBI riportò che Biondo andò a trovarlo ogni giorno per tre mesi durante la sua degenza al Columbus Hospital.
Il 1º ottobre 1964, Armone e altri 11 mafiosi furono incriminati nel celebre caso French Connection. L'accusa sosteneva che avessero trasportato eroina per un valore di 20 milioni di dollari dalla Francia agli Stati Uniti tra il 1956 e il 1965, usando marinai, uomini d’affari e perfino un diplomatico come corrieri. Durante il processo, un giurato fu avvicinato fuori dal tribunale da Patricia DeAlesandro, ex coniglietta di Playboy e amica di Armone, che cercò di corromperlo. Il giurato denunciò subito il fatto, e la DeAlesandro fu condannata a cinque anni di prigione per tentata corruzione. Il 22 giugno 1965, Armone fu riconosciuto colpevole e, il mese successivo, condannato a 15 anni di carcere.
Dopo aver scontato dieci anni, venne rilasciato. Con l’ascesa di Paul Castellano al vertice della famiglia Gambino, Armone fu promosso al rango di caporegime. Lo scrittore e giornalista Jerry Capeci citò la sua carriera come esempio lampante di come la mafia americana avesse spesso ignorato la propria regola ufficiale che vietava il traffico di droga.

### L'era Gotti
Nel 1985, Joseph Armone fu reclutato dal caporegime John Gotti in un complotto per assassinare il boss Paul Castellano. Gotti aveva già ottenuto il sostegno del caporegime Frank DeCicco e dei soldati Sammy Gravano e Robert DiBernardo, ma conquistare l’appoggio di Armone fu un passo cruciale. In quanto veterano rispettato all’interno della famiglia Gambino, Armone poteva dare maggiore legittimità al nuovo regime e contribuire a calmare le fazioni rimaste fedeli a Castellano. Dal canto suo, Armone nutriva una scarsa considerazione di Castellano come gangster e vedeva nel colpo di Gotti la sua ultima opportunità per raggiungere i vertici della famiglia.
Quell’occasione arrivò nell’aprile del 1986, quando Frank DeCicco, il vicecapo scelto da Gotti, fu ucciso con un’autobomba azionata a distanza. Gotti allora nominò Armone nuovo vicecapo e lo mandò in Florida per supervisionare le attività della famiglia Gambino.
Il 22 dicembre 1987, Armone fu condannato a New York per associazione a delinquere finalizzata al racket, con accuse che includevano estorsione, corruzione e viaggi illegali tra stati per commettere atti di corruzione. In particolare, la vicenda di corruzione riguardava un tentativo, tra il 1981 e il 1982, di pagare 20.000 dollari a un funzionario governativo per trasferire il figlio del consigliere Gambino Joseph N. Gallo da un carcere statale di New York a una prigione federale. Anche Gallo fu condannato nello stesso processo. Secondo le linee guida federali, qualsiasi pena inflitta a Gallo e Armone, vista la loro età, equivaleva a una condanna a vita. Con questa consapevolezza, il giudice concesse a Gallo la libertà su cauzione prima della sentenza, permettendogli di trascorrere un ultimo Natale con la famiglia. Lo stesso fu offerto ad Armone, ma a condizione che riconoscesse pubblicamente il suo ruolo nella famiglia mafiosa e rinunciasse ai suoi legami con essa. Tuttavia, Gotti aveva imposto un divieto assoluto ai membri dei Gambino di patteggiare ammettendo l’esistenza della famiglia e negò ad Armone qualsiasi eccezione.
Il 22 febbraio 1988, Armone fu condannato a 15 anni di carcere federale e multato per 820.000 dollari.
Il 24 settembre 1988, in un procedimento separato, Armone fu assolto in Florida da accuse di estorsione, usura e racket nella contea di Broward, grazie a un verdetto diretto del giudice.

## Morte
Il 23 febbraio 1992, Joseph Armone morì in carcere per cause naturali.

## Nella cultura popolare
La sua figura è stata rappresentata sul piccolo schermo due volte:
- nel film televisivo Gotti del 1996, Armone è interpretato da Dominic Chianese
- nel film per la TV del 2001 Il boss dei boss, appare con il soprannome di "Piney Armone", interpretato dall’attore Mark Margolis